# Селещук, Николай Михайлович
Николай Михайлович Селещук (бел. Мікалай Міхайлавіч Селяшчук; 4 августа 1947, Великорита, Малоритский район — 25 сентября 1996, Италия) — советский художник

## Биография
Учился у художественной школе в Бресте под руководством Петра Данелии, в Минском художественном училище (1965—1970, отделение живописи). После службы в советской армии, окончил Белорусский театрально-художественный институт (1970—1976), кафедра графики) у Павла Любомудрова, Василия Петровича Шаранговича. Член Белорусского союза художников с 1977 года.
Работал в книжной и станковой графике, станковой живописи, живописи и экслибрисе.
Первые годы творчества он посвятил графике, Николай Селещук создал большое количество станковых работ и книжных иллюстраций. В 1980-х годах вышли оформленные им детские книги: сборник народных сказок «Дар родителей», отдельное издание сказки «Стремись к большему», книга стихов Григория Бородулина «Индыкало-Кудыкало». Значительным трудом Селещука в этом направлении было оформление поэмы Якуба Коласа «Сымон-музыка» (1990). Николай Селещук также оформил книги поэзии «Слушаю сердце», «Такое короткое лето» Раисы Боровиковой, «Пора любви и жалости» Евгении Янищиц, «Улыбнись мне» Янки Сипакова, «Сокровище» Змитрока Бядули и другие.
Особой чертой художественной композиций автора есть развернутая  аллегория, объемная метафора, символика. Николай Селещук стремился к созданию образов-идей, а его картины, по словам критиков, напоминают театр. Художник использовал элементы сюрреализма, фантасмагорию и гротеск. Книжная графика художника насыщена декоративными деталями, фантастическими образами, предметами быта и одежды.
С 1966 года принимал участие в выставках. В конце 1970-х начале 1980-х выставлял произведения живописи. В 1987 году в Гродно состоялась персональная выставка. Произведения экспонировались в России, Литве, Эстонии, Азербайджане, Венгрии, Польши, Болгарии, Чехии, Словакии, Италии, Канаде, США, Греции, Испании, Индонезии, Бельгии, Франции, Шри-Ланке, Японии, Финляндии, Германии, Великобритании, Португалии.
Живопись и графика Николая Селещука хранятся в Национальном художественном музее Республики Беларусь, Музее современного изобразительного искусства Белоруссии, коллекции Белорусского союза художников, Могилевского областного музея имени Павла Масленикова, Государственной Третьяковской галерее в Москве, Музее Современного искусства Экваториальной Гвинеи, Галерее Костаки в Афинах (Греция), галерее Хагельстам в Хельсинки (Финляндия), салоне Света Капланского в Торонто (Канада), Торгово-промышленном центре Миннеаполиса (США), в Музее современного русского искусства в Нью-Джерси (США) и других, а также в частных коллекциях Белоруссии, Греции, Франции, Финляндии, Канады, США, Израиля, Литвы, Чехии, Словакии, России, Германии.
Николай Селещук был лауреатом Государственной премии Республики Беларусь (1992) за серию графических работ «Святые» («Колядки», «Клич весны», «Вербница»), цикл картин «Моя Беларусь», иллюстрации к книгам «Сымон-музыка» Якуба Коласа и «Сказки белорусских писателей». Награждён 18 дипломами и премиями республиканских, всесоюзных и международных конкурсов книги. За рисунки к сказкам белорусских писателей награждён золотой медалью и дипломом биеннале книжной иллюстрации в Братиславе (1989).
Умер 25 сентября 1996 года, утонув в Тирренском море во время путешествия в Италию.